# Erich Ebler

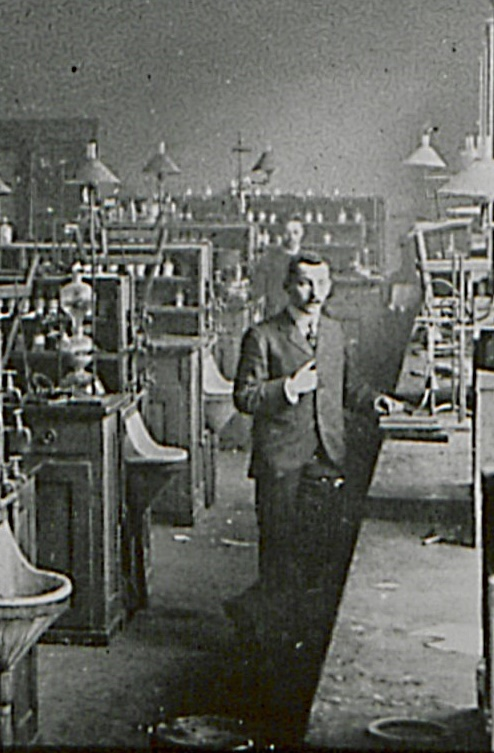
Erich Ebler in der Universität Heidelberg
(1910)

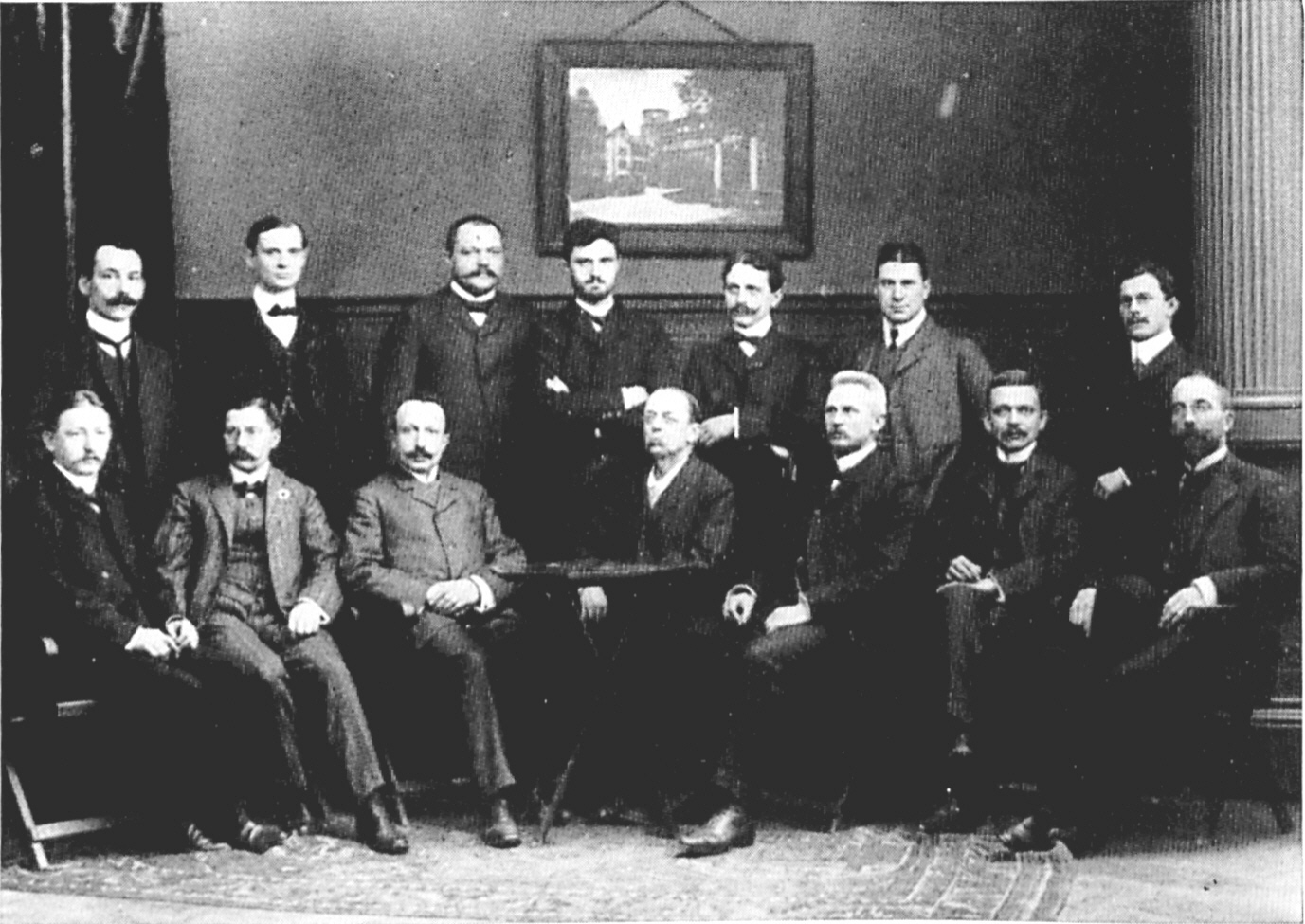
Erich Ebler (stehend, hinten links) auf einem Gruppenfoto Heidelberger Chemiker 1901

Erich Ebler (* 8. März 1880 in Mannheim; † 23. Januar 1922 in München) war ein deutscher Chemiker und Hochschullehrer.

## Leben und Wirken
Er wurde geboren als Sohn des Mannheimer Kaufmanns Emil Ebler und seiner Frau Emma geb. Lewy. 
Ebler studierte Naturwissenschaften (Chemie, Physik, Botanik, Zoologie, Mineralogie) in Leipzig und Heidelberg und promovierte 1901 an der Ruprecht-Karls-Universität Heidelberg in anorganisch-analytischer Chemie bei Emil Knoevenagel. Dissertation und Habilitation drehten sich um die Verwendung von Hydrazin und Hydroxylamin in der analytischen Chemie. Danach war er Assistent in Heidelberg, habilitierte sich 1905, wurde 1910 außerordentliche Professor und 1912 Vorstand der Abteilung anorganische Chemie. 1915 wurde er planmäßiger außerordentlicher Professor und Leiter der anorganischen und analytischen Abteilung an der Universität Frankfurt. 1920 wurde er ordentlicher Professor.
Im Ersten Weltkrieg diente er bei einer Skitruppe (er war begeisterter Skifahrer) und anschließend bei einer Ballon-Einheit. Nach einer Verletzung durch Phosphorgas (mit langwierigem Nierenleiden als Folge) wurde er als Leutnant zum Stab des Generalquartiermeisters West versetzt und leitete die chemische Industrie im besetzten Belgien. Aufgrund seiner Leistungen für die deutsche Kriegswirtschaft bot man ihm nach dem Krieg einen Posten im Wiederaufbauministerium an, er zog es aber vor an die Universität zurückzukehren. Aufgrund seiner Krankheiten war seine Forschungstätigkeit aber behindert.
Angeregt durch seinen Schüler Heinrich Bart (nach dem die Bart-Reaktion benannt ist) entdeckte er den relativ hohen Arsengehalt der Maxquelle in Bad Dürkheim (die sich als Quelle mit dem höchsten Arsengehalt in Deutschland und mit dem zweithöchsten in Europa nach der Quelle von Roncegno in Südtirol erwies). Die Untersuchungen standen in Zusammenhang mit der Suche nach Radioaktivität in Quellen (und eventuell neuen Elementen in diesen und deren Ablagerungen).
Er bearbeitete die 2. und 3. Auflage von Emil Knoevenagels Praktikum des anorganischen Chemikers. Einführung in die anorganische Chemie auf experimenteller Grundlage. (1909 bzw. 1920).
Erich Ebler heiratete 1904 Marie Scherr (1876–1942), eine Tochter des Revolutionärs und Literaturprofessors Johannes Scherr. Ihre Tochter Annemarie (1910–2004) ehelichte den Architekten Hermann Hampe.